# Velké Meziříčí zastávka
Velké Meziříčí zastávka – przystanek kolejowy w miejscowości Velké Meziříčí, w kraju Wysoczyna, w Czechach Znajduje się na wysokości 450 m n.p.m.
Na przystanku nie ma możliwości zakupu biletów, a obsługa podróżnych odbywa się w pociągu.

## Linie kolejowe
- 252 Křižanov - Studenec